# Romanowo (powiat koniński)
Romanowo – kolonia w Polsce położona w województwie wielkopolskim, w powiecie konińskim, w południowowschodniej części gminy Sompolno, w sołectwie Przystronie. 
Wieś ulokowana jest pomiędzy drogą wojewódzką nr 263 na północy i Jeziorem Mostkowskim na południowym zachodzie.
Na terenie Romanowa znajduje się 9 gospodarstw rolnych o profilu ogrodniczym (specjalizacje: jabłonie, kwiaty cebulowe). Mieszkańcy miejscowości wyznania katolickiego przynależą do parafii św. Andrzeja Apostoła w Mąkolnie.

## Historia
Nazwa Romanowo wywodzi się prawdopodobnie od nazwiska właściciela majątku - Romanowicza, który jeszcze w czasie rozbiorów rozparcelował go i sprzedał.
W pobliżu wsi przebiegają tory Sompolińskiej Kolei Dojazdowej zbudowane przez niemiecką armię w czasie I wojny światowej. 
W czasach międzywojennych mieszkańcy wsi Romanowo zajmowali się rolnictwem oraz produkcją przemysłową (manufaktura – produkcja dachówki cementowej).
W czasie II wojny światowej mieszkańcy wsi zostali wysiedleni przez Niemców. Część wysłano na przymusowe roboty, a resztę przesiedlono. W czasie okupacji do momentu wejścia wojsk sowieckich (styczeń 1945), wieś zamieszkiwało w zawłaszczonych gospodarstwach kilka rodzin niemieckich (m.in. Schmidt i Glitzke).
W latach 1975–1998 miejscowość administracyjnie należała do województwa konińskiego.